# Кох, Патрик
Патрик Кох (словац. Patrik Koch; род. 8 декабря 1996, Братислава) — словацкий профессиональный хоккеист, защитник клуба Национальной хоккейной лиги «Аризона Койотис». Игрок сборной Словакии по хоккею с шайбой.

## Клубная карьера
Патрик Кох дебютировал в чешской экстралиге в сезоне 2015/16 годов в составе брненской «Кометы». В дальнейшем продолжил карьеру в хоккейном клубе Кошице из Словакии. С 2020 по 2023 годы выступал за чешский клуб Витковице.
5 июня 2023 года, после завершения своего восьмого профессионального сезона в Европе, Кох подписал однолетний контракт с клубом НХЛ «Аризона Койотс», который не был задрафтован в качестве свободного агента.

## Карьера в сборной
За национальную сборную Словакии Патрик Кох выступал на юниорском и молодёжном уровнях. Принимал участие в чемпионатах мира среди юношей до 18 лет в 2014 году, а также на чемпионате мира среди молодёжи в 2016 году.
В составе мужской сборной Словакии играл на чемпионатах мира 2019, 2023 и 2024 годов.